# GLS Gemeinschaftsbank
GLS Gemeinschaftsbank eG (GLS Bank) – niemiecki bank spółdzielczy.
Został założony w 1974 roku, swoją siedzibę ma w Bochum. Posiada kapitał w wysokości 645 milionów euro (2006), obsługuje 40 tys. klientów i udziela kredytów na działalność społeczną, kulturalną i ekologiczną. Działa w Niemczech i w Szwajcarii.